# John Garcia
John Garcia (San Manuel, 4 settembre 1970) è un cantante statunitense, noto per essere stato componente e fondatore di gruppi come i Kyuss, gli Slo Burn, gli Unida e gli Hermano (è attualmente cantante di questi ultimi). Con il suo primo gruppo, i Kyuss, ha dato vita al genere Stoner rock (o Desert Rock).

## Biografia

### Kyuss
Nel 1988 insieme a Josh Homme forma il primo nucleo dei successivi Kyuss, col nome di Sons of Kyuss. Con questo nome il gruppo pubblica l'album omonimo nel 1990. Successivamente il gruppo muta il nome nel definitivo Kyuss, e pubblica nell'arco di 5 anni (dal 1991 al 1995) altri quattro album: Wretch (1991), Blues for the Red Sun (1992), Welcome to Sky Valley (1994) e ...and the Circus Leaves Town (1995). Nel 1997 il gruppo si scioglie, e Garcia continuerà la sua carriera musicale come componente in altri gruppi.

### Slo Burn
Gli Slo Burn si formarono nel 1996 e comprendevano oltre a John Garcia alla voce, Damon Garrison al basso, Chris Hale alla chitarra elettrica e Brady Houghton alla batteria. Il gruppo ebbe vita breve, infatti si sciolse dopo aver partecipato all'Ozzfest del 1997. L'unica produzione discografica del gruppo fu l'EP Amusing the Amazing del 1996, che non si discostava di molto dal suono dei Kyuss, in particolar modo per la voce di Garcia e per la produzione di Chris Goss (già produttore di 3 album dei Kyuss), mentre la musica era più diretta e presentava trame meno psichedeliche (se si fa eccezione forse solo per il pezzo Pilot the Dune).

### Unida
Dopo lo scioglimento degli Slo Burn, John Garcia entra a far parte degli Unida insieme a Arthur Seay alla chitarra elettrica, Dave Dinsmore al basso e Mike Cancino alla batteria. Dinsmore verrà sostituito successivamente da Scott Reeder. Il gruppo pubblica nel 1999 uno split EP con il gruppo svedese dei Dozer (Unida/Dozer). La parte degli Unida in questo EP ha il titolo di The Best of Wayne Gro. Sempre nel 1999 gli Unida pubblicano il loro primo album, Coping with the Urban Coyote per l'etichetta Man's Ruin Records. L'anno seguente il gruppo firma un contratto con la American Recordings, ma i rapporti con la casa discografica terminano quasi subito, e il gruppo non riuscirà a pubblicare il suo secondo album programmato per il 2001 per le controversie legali nate appunto con la American Recordings. L'album è comunque stato distribuito attraverso la rete internet e il gruppo ha anche autorizzato una stampa semi ufficiale che ha venduto ai suoi concerti. Nel 2006 il gruppo ha comunque pubblicato l'album dal titolo Unida per la Mad Man's Ruin Records. Nel frattempo John Garcia è entrato a far parte degli Hermano.

### Hermano
A causa della prolungata inattività con gli Unida per le controversie legali con la American Records, John Garcia formò insieme ad alcuni componenti di altri gruppi (precisamente il bassista Dandy Brown (Orquesta del Desierto), il batterista Steve Earle (Afghan Whigs) ed i chitarristi Mike Callahan (Earshot, Disengage) e David Angstrom (Banger, Supafuzz, Black Cat Bone, Devil May Care) gli Hermano, che sono il gruppo nel quale Garcia si è ormai stabilizzato dopo le esperienze con gli Slo Burn e gli Unida. Con questo gruppo Garcia ha inciso tre album: ...Only a Suggestion (2002), Dare I Say (2004) (senza il chitarrista Mike Callahan ed il batterista Steve Earle, quest'ultimo sostituito da Chris Leathers dei Supafuzz) e Live at W2 (2005). Il gruppo ha inoltre pubblicato nel 2006 il DVD The Sweet and Easy of Brief Happiness, che contiene esibizioni live, interviste e videoclip. Verso la fine del 2006 hanno firmato un contratto con la Suburban Records per la produzione del terzo disco in studio. Le registrazioni avranno inizio nel dicembre 2006, e la pubblicazione del disco è prevista per ottobre del 2007, al quale seguirà un tour promozionale in Europa e negli Stati Uniti.

## Altre collaborazioni
Nel 1999 Garcia ha collaborato con il gruppo femminile svedese Misdemeanor per il loro ep, Five Wheel Drive nel quarto pezzo Love Song.
Nel 2003, ha collaborato con The Crystal Method nel pezzo Born Too Slow, pezzo nel quale è presente anche Wes Borland. Nel dicembre del 2005 si è unito al suo ex compagno Josh Homme durante un concerto dei Queens of the Stone Age a Los Angeles. I due hanno eseguito insieme tre pezzi dei Kyuss: Thumb, Hurricane e Supa Scoopa and Mighty Scoop.
Nel 2006 Garcia ha collaborato con il gruppo canadese Danko Jones per il loro terzo album, Sleep Is the Enemy nel pezzo Invisible. Nell'ottobre del 2006 ha anche partecipato ai primi quattro concerti del tour europeo del gruppo in Norvegia.
Nel 2008 Garcia ha collaborato con il gruppo italiano Mad City Rockers nel pezzo Stronger, contenuto nel loro primo album, Black Celebration.

## Discografia

### Con i Kyuss
- 1990 - Sons of Kyuss
- 1991 - Wretch
- 1992 - Blues for the Red Sun
- 1994 - Welcome to Sky Valley
- 1995 - ...and the Circus Leaves Town

### Con gli Slo Burn
- 1996 - Amusing the Amazing

### Con gli Unida
- 1999 - Unida/Dozer
- 1999 - Coping with the Urban Coyote
- 2006 - Unida

### Con gli Hermano
- 2002 - ...Only a Suggestion
- 2004 - Dare I Say
- 2005 - Live at W2
- 2007 - Into the Exam Room

### Con i Mad City Rockers
- 2009 - Stronger 7"
- 2009 - Black Celebration

### Con i Vista Chino
- 2013 - Peace

### Solista
- 2014 - John Garcia
- 2017 - The Coyote Who Spoke in Tongues
- 2019 - John Garcia And The Band Of Gold